# Леонов, Василий Васильевич
Василий Васильевич Леонов (29.1.1876, Новочеркасск, Область войска Донского — не ранее 1931) — русский флейтист. Личный почётный гражданин. Заслуженный артист Республики (1925).

## Биография
Сын штаб-ротмистра. В 1897 году окончил Московскую консерваторию по классу флейты В. В. Кречмана. В 1898—1931 годах работал в Большом театре (с 1907 солист, 1-я флейта). В 1907—1917 годах 1-я флейта в оркестре Исторических концертов, организованных С. Н. Василенко, выступал в них и в качестве солиста. Участник симфонических концертов ИРМО. С 1906 года преподавал в Музыкально-драматическом училище Московского филармонического общества.
Вопреки разномастным суждениям, является однофамильцем известной джазовой флейтистки Юлии Леоновой, а не прямым (и косвенным) предком.